# Stomias brevibarbatus
Stomias brevibarbatus és una espècie de peix de la família dels estòmids i de l'ordre dels estomiformes.

## Morfologia
- Els mascles poden assolir 20,4 cm de longitud total.[4][5]

## Alimentació
Menja peixos i crustacis.

## Hàbitat
És un peix marí i d'aigües profundes que viu fins als 500 m de fondària.

## Distribució geogràfica
Es troba a l'Atlàntic oriental (des del sud de Portugal fins a Mauritània) i el nord-oest de l'Atlàntic (Canadà).